# 連身短褲

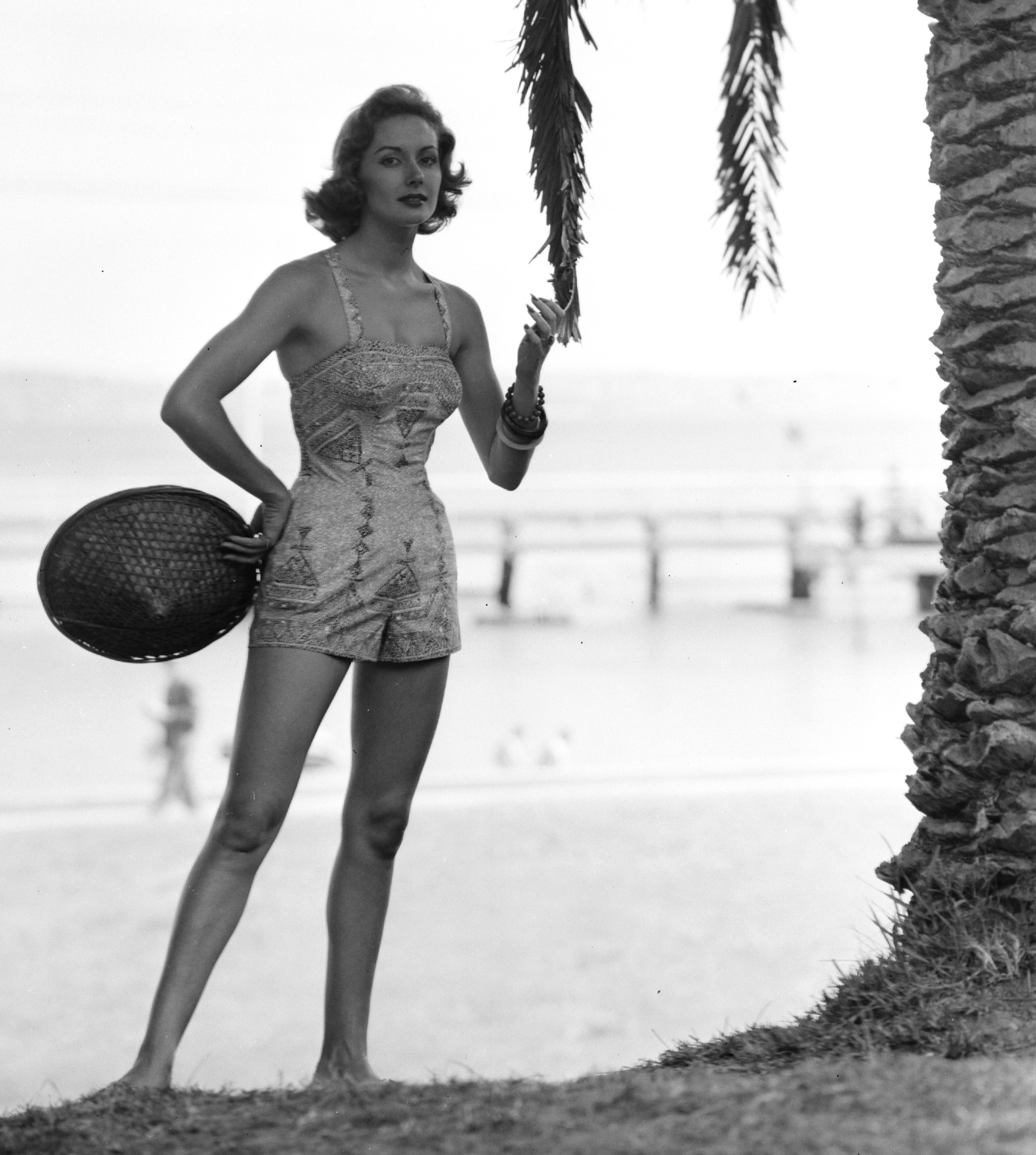
1952年，穿著連身短褲的女性

連身短褲（Rompers，又稱 Playsuit）是由短褲和上衣組合的一件式或二件式服裝。其上身多半也是短袖。

## 演進與文化意義
連身短褲起源於20世紀初的美國。最初是作为一種嬰幼兒遊戲服，因為人們認為這種服飾是理想的運動穿著，且連身短褲可說是第一批出現的現代兒童休閒服。與19世紀維多利亞時代頗具限制性的兒童服飾相比，連身短褲更為輕盈而寬鬆。隨著時代的發展，連身短褲的穿著者不僅侷限於兒童，它也逐漸成為青少年和成人的流行時尚選擇。在現代，連身短褲已經演變成各種風格和布料，所涉及的範圍從休閒裝到正式場合的服裝都有。
此外，連身短褲在不同文化中具有不同的時尚地位和風格。在一些文化中，它被視為舒適休閒的象徵，而在其他文化中則可能被視為更具時尚感的衣著選擇。時尚界對連身短褲的接受度也在不斷變化。許多知名設計師和品牌都曾推出過具有獨特風格的連身短褲，這反映它在時尚界的重要地位。
連身短褲在流行文化中也佔有一席之地，不少電影、電視節目和名人時尚中都可看見其身影。它們的設計多樣，有的強調舒適與休閒，有的則注重時尚與個性。此外，關於連身短褲的時尚評價也各異，有一些人可能認為它時髦且創新，而其他人則可能認為它過於隨意或不適合於正式場合穿著。

## 在現代時尚界的影響與挑戰
隨著時代的發展，連身短褲已經從最初的兒童遊戲服演變為一種流行的成人時尚單品。在當代，它已被廣泛接受為夏季休閒服裝，尤其受到年輕人的喜愛。設計師們通過不斷創新，將連身短褲轉化為多種風格，從基本款的日常穿搭到高端時尚的設計師作品，甚至是正式場合的裝扮，連身短褲都能發揮其獨特魅力。
然而，連身短褲在時尚界的普及也面臨挑戰。一方面，雖然它以其舒適性和多樣性受到歡迎，但在某些傳統觀念和正式場合中，它仍被視為不夠正式或專業。此外，不同身材的人對於連身短褲的適配性也存在不同的看法，這對設計師在創造適合所有身型的款式時提出了挑戰。
另一方面，隨著環保意識的提高，可持續時尚成為了一個重要的話題。消費者和設計師開始更加關注服裝的生產過程和材料的可持續性。在這樣的背景下，連身短褲的製造商和品牌被鼓勵使用更環保的材料和生產方法，以減少對環境的影響。
總之，連身短褲作為一種流行的服裝選擇，其在現代時尚界的地位不僅反映了人們對舒適和多功能性的追求，也體現了當代社會中對時尚與環境可持續性的深刻思考。未來，連身短褲的設計和生產將可能會繼續進化，以適應日益變化的時尚趨勢和社會價值觀。

## 在全球普及與地域多樣性
連身短褲在全球範圍內的普及證明了它不僅是一種時尚單品，更是跨文化交流的產物。從美國的休閒海灘風格到歐洲的高街時尚，再到亞洲的潮流元素，連身短褲在不同地區都呈現出獨特的風格和表達方式。這種多樣性不僅展現了各地文化特色和時尚觀念的差異，也促進了全球時尚界的創意交流和靈感碰撞。
在不同國家和地區，連身短褲的流行程度和風格多樣化。例如，在熱帶地區，它常被視為理想的夏季服裝，以其輕盈和透氣的特點吸引人們；在更溫和的氣候中，連身短褲則常與外套或緊身褲搭配，成為春秋季節的流行趨勢。此外，不同地域的設計師在連身短褲的設計上加入當地特色，如獨特的印花圖案、面料選擇或剪裁方式，使之成為表達個人風格和文化身份的方式。
這種全球化的流行趨勢也帶來了新的挑戰和機遇。一方面，全球時尚品牌需要在設計中考慮到不同地域消費者的需求和喜好；另一方面，地方品牌和設計師則有機會在國際舞台上展示其獨特的文化視角和創意設計。因此，連身短褲不僅是一種服裝，更是全球文化多樣性和時尚創新的象徵。
綜上所述，連身短褲的全球普及與地域多樣性反映了它在當代社會中的重要地位，既是時尚界多樣化的見證，也是文化交流和創意靈感的源泉。未來，這種服裝將繼續在全球範圍內演變，成為不同文化和風格的交匯點。